# Сенченко Григорій Іванович
Григо́рій Іва́нович Се́нченко (23 січня 1917 , Ротівка, Путивльський повіт, Курська губернія, Російська імперія  — 26 вересня 2006 , Глухів, Сумська область ) — український учений-аграрій, директор Всесоюзного НДІ луб'яних культур (1960-1987). Доктор сільськогосподарських наук (1966). Професор (1968). Заслужений діяч науки і техніки УРСР (1977).

## Біографія
Народився 23 січня 1917 року в селі Ротівка, нині Путивльського району Сумської області
1938 року закінчив Глухівський сільськогосподарський інститут (місто Глухів Сумської області).
Учасник Великої Вітчизняної війни.
Від 1946 року працював у Глухівському науково-дослідному інституті луб'яних культур: у 1953–1987 роках — завідувач відділу, у 1960–1987 роках — директор, від 1988 року — старший науковий співробітник.

## Наукова діяльність
Сенченко — автор наукових праць в галузі селекції та насінництва конопель.
Розробив методи селекції на високий вміст волокна в стеблах і створення високоврожайних сортів дводомних і однодомних конопель із низьким вмістом каннабіноїдів.
Автор 10 сортів конопель.

### Основні праці
- Конопля / Под редакцией Г. И. Сенченко и М. А. Тимонина. — Москва: Колос, 1978. — 287 с.

## Премії та нагороди
- 1945 — орден Червоної Зірки.
- 1966 — орден Трудового Червоного Прапора.
- 1967 — Державна премія СРСР разом з іншими вченими Глухівського НДІ луб'яних культур Г. І. Гончаровим, С. С. Воловиком, П. В. Котюховим — за виведення нових сортів коноплі та створення коноплезбиральних комбайнів.
- 1971 — орден Леніна.
- 1982 — Почесна Грамота Президії Верховної Ради УРСР.
- 1985 — орден Вітчизняної війни другого ступеня.
- Нагороджено також медалями.